# Condado de Vermilion
O Condado de Vermilion é um dos 102 condados do Estado americano de Illinois. A sede do condado é Danville, e sua maior cidade é Danville. O condado possui uma área de 2 337 km² (dos quais 8 km² estão cobertos por água), uma população de 83 919 habitantes, e uma densidade populacional de 26 hab/km² (segundo o censo nacional de 2000). O condado foi fundado em 18 de janeiro de 1826.